# Mao Boy!
 (février 2011).
Si vous disposez d'ouvrages ou d'articles de référence ou si vous connaissez des sites web de qualité traitant du thème abordé ici, merci de compléter l'article en donnant les références utiles à sa vérifiabilité et en les liant à la section « Notes et références ».
Singles de Indochine
J'ai demandé à la lune Le grand secret
Pistes de Paradize
Punker J'ai demandé à la lune
Mao Boy! est une chanson d'Indochine parue en 2002 sur l'album Paradize puis en single la même année. Ce dernier comprend un remix et une chanson inédite ayant pour titre Le doigt sur ton étoile.

## Classements par pays
| Pays     | Meilleure position |
| -------- | ------------------ |
| France   | 18                 |
| Belgique | 20                 |
| Suisse   | -                  |
| Suède    | -                  |